# Hesperocranum
Hesperocranum is een geslacht van spinnen uit de familie bodemzakspinnen (Liocranidae).

## Soorten
De volgende soorten zijn bij het geslacht ingedeeld:
- Hesperocranum rothi Ubick & Platnick, 1991